# Nana Dzagnidzé
Nana Dzagnidze (géorgien : ნანა ძაგნიძე), née le 1er janvier 1987 en Géorgie, est une joueuse d'échecs géorgienne détentrice du titre de grand maître international depuis 2008.
Au 1er février 2025, elle est la 7e joueuse mondiale et 9e joueur géorgien au classement mixte avec un classement Elo de 2 518 points.

## Biographie et carrière

### Compétitions de jeunes
Nana Dzagnidé remporte le championnat du monde des jeunes filles dans les catégories  des moins de 12 ans (en 1999), moins de 16 ans (en 2001) et moins de 18 ans (en 2003). Elle décroche également la médaille d'or au championnat du monde junior féminin (moins de 20 ans) en 2003, avec deux points d'avance sur la deuxième participante.
En septembre 2005, elle participe au tournoi des jeunes maîtres de Lausanne et finit 7e, le tournoi étant remporté par Andrei Volokitine.

### Championnats du monde féminins
| Année | Lieux                  | Résultat                                               | Ultime adversaire                                      | Adversaires battues                                    |
| ----- | ---------------------- | ------------------------------------------------------ | ------------------------------------------------------ | ------------------------------------------------------ |
| 2004  | Elista                 | quart de finale (quatrième tour)                       | Antoaneta Stefanova                                    | Jennifer Shahade Iweta Radziewicz Maïa Lomineichvili   |
| 2006  | Iekaterinbourg, Russie | deuxième tour                                          | Ju Wenjun                                              | Ievguenia Ovod                                         |
| 2010  | Hatay, Turquie         | deuxième tour                                          | Almira Skripchenko                                     | Cristina Adela Foisor                                  |
| 2017  | Téhéran                | quart de finale (quatrième tour)                       | Harika Dronavalli                                      | Mona Khaled Olga Zimina Shen Yang                      |
| 2018  | Khanty-Mansiïsk        | deuxième tour                                          | Lei Tingjie                                            | Yerisbel Miranda Llanes                                |
| 2019  | Kazan, Russie          | 5e-6e du Tournoi des candidates avec 6,5 points sur 14 | 5e-6e du Tournoi des candidates avec 6,5 points sur 14 | 5e-6e du Tournoi des candidates avec 6,5 points sur 14 |

### Tournois internationaux et Grands Prix féminins
Au tournoi de Gibraltar de 2009, elle débute avec 3 victoires après avoir notamment battu Maxime Vachier-Lagrave (2696) et obtient la nulle contre Bartosz Soćko (2631) à la 4e ronde. Elle termine le tournoi à la septième-onzième place avec 7 points sur 10, ex æquo avec Harikrishna, Pia Cramling, Ivan Sokolov et Antoaneta Stefanova. En 2011, elle marque à nouveau 7 points sur 10 à Gibraltar et finit à la sixième place au départage, à égalité de points avec treize autres joueurs dont Fabiano Caruana (cinquième) et Francisco Vallejo Pons (huitième).
En 2010, elle remporte le Grand Prix FIDE féminin de Djermouk et en 2020 le Grand Prix FIDE de Lausanne.

### Championne d'Europe (2017)
En 2017, Nana Dzagnidzé remporte le championnat d'Europe d'échecs individuel féminin. L'année suivante, elle est médaille d'argent au championnat d'Europe.
En 2020, elle finit première ex æquo du Grand Prix FIDE féminin de Lausanne.

### Coupes du monde féminines (depuis 2021)
| Année | Lieux   | Résultat        | Ultime adversaire       | Adversaires battues                                      |
| ----- | ------- | --------------- | ----------------------- | -------------------------------------------------------- |
| 2021  | Sotchi  | quart de finale | Aleksandra Goriatchkina | Peng Zhaoqin Carissa Yip Polina Chouvalova               |
| 2023  | Bakou   | deuxième tour   | Klaudia Kulon           | (exempte au 1er tour)                                    |
| 2025  | Batoumi | quart de finale | Lei Tingjie             | Daria Tcharotchkina Valentina Gounina Mariya Mouzytchouk |

### Compétitions par équipes
Dzagnidze a défendu les couleurs de la Géorgie aux Olympiades d'échecs de 2008 au 2e échiquier et a contribué à la médaille d'or de son équipe à Dresde en 2008 avec le score de 7/10. C'est la même année que la Fédération internationale des échecs lui attribue le titre de grand maître international (titre mixte).
Elle est encore médaillée à l'Olympiade d'échecs de 2010 puisque la Géorgie termine 3e puis à l'Olympiade d'échecs de 2012 à titre individuel cette fois (médaille d'argent au premier échiquier).
Au championnat d'Europe par équipe elle obtient la médaille d'argent par équipe à l'épreuve féminine de 2005 et la médaille d'or au 4e échiquier en 2007.
En 2014 elle participe à l'Olympiade à Tromsø dans l'équipe représentant la Georgie qui termine quatrième. Elle y gagne la médaille d'or individuelle du premier échiquier.
Elle mène l'équipe de Georgie en 2018 ; l'équipe termine troisième et Dzagnidzé remporte la médaille de bronze individuelle au premier échiquier. Elle est encore au premier échiquier de l'équipe qui finit seconde à l'Olympiade d'échecs de 2022. Lors de l'Olympiade d'échecs de 2024 la Géorgie n'est que 6e mais Dzagnidze remporte une nouvelle fois la médaille de bronze individuelle au premier échiquier.

### Championnat de Géorgie
Dzagnidzé remporte le Championnat de Géorgie d'échecs à quatre reprises, en 2003, 2004, 2008 et 2025
.

## Parties remarquables
- Maxime Vachier-Lagrave - Nana Dzagnidze, Gibtelecom, 2009, 0-1
- Ferenc Berkes -  Nana Dzagnidze, Gibtelecom, 2009, 0-1